# Fjädermynt

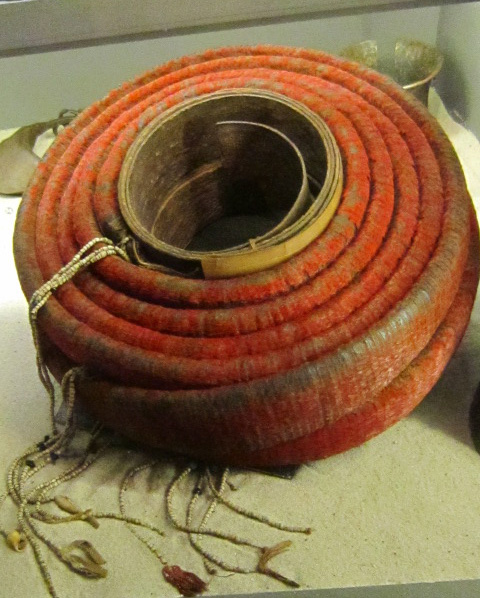
Fjädermynt utställt på Kungl. Myntkabinettet, Stockholm

Ett fjädermynt, är en cirka tio meter lång rulle, som består av tusentals små fjädrar fastklistrade på barkbitar fästade på palmblad. Myntet har gått under de inhemska namnen tavau, ta, tan och tavan. Från omkring år 1860 började fjädermynt fungera som betalningsmedel på Santa Cruzöarna i Melanesien.
För att tillverka ett enda fjädermynt behövde man fjädrar från minst 300, och ibland upp till 600, fåglar
Att tillverka fjädermynt var mycket tidskrävande. Tiden att tillverka själva fjädermyntet beräknades till 300 timmar. Därtill tiden att infånga fåglarna och avfjädra dem. Det kunde därför ta den så kallade fjädermästaren närmare ett år för att tillverka ett enda fjädermynt. 
Hantverket lärdes ut från far till son. Idag tillverkas inte längre fjädermynt.
Fjädrarna i fjäderrullen kom från den scharlakansröda honungsätaren (Myzomela cardinalis). Det är en liten fågel, i fågelordningen tättingar, som är omkring 10 cm stor med ett scharlakansrött huvud, bröst och nacke. Utöver honungsfågelns fjädrar användes även fjädrar från duvor som utfyllnad under de röda fjädrarna.
Fjädermynten användes inte vid vardagsbetalningar, utan i ceremoniella och juridiska sammanhang. Enstaka fjädrar har också varit betalningsmedel, då som växelmynt.
En rulle av högsta kvalitet motsvarade värdet av en oceangående kanot. Tio fjädermynt var ett vanligt brudpris. Än idag kan de användas som symbol för ett avtal eller för att befästa en relation.